# Приоритет операции
Приоритет, ранг или старшинство операции или оператора — формальное свойство оператора/операции, влияющее на очередность его выполнения в выражении с несколькими различными операторами при отсутствии явного (с помощью скобок) указания на порядок их вычисления.
Например, операцию умножения обычно наделяют бо́льшим приоритетом, чем операцию сложения, поэтому в выражении {\displaystyle x+y\cdot z} будет получено сначала произведение {\displaystyle y} и {\displaystyle z}, а потом уже сумма.
Операции могут иметь одинаковый приоритет, тогда они вычисляются по правилу ассоциативности, установленному для этих операций.
В формальных системах используется два способа задания приоритета любого оператора. Первый из них — распределение всех операторов по иерархии приоритетов. Этот способ всегда используется для задания приоритетов по умолчанию и фиксируется в описании языка в виде соглашения, что таким-то операторам присваивается такие-то приоритеты. Никакого отражения в синтаксисе языка он не получает, то есть при нём не используется никаких явных средств (= тех/иных символов) для указания приоритета операции.
Второй способ дает возможность менять приоритеты по умолчанию, указывая их в явном виде с помощью символов парных скобок. При этом глубина вложенности прямо пропорциональна величине приоритета, то есть более внутренние скобки указывают на больший приоритет, чем внешние, обрамляющие их. В предыдущем примере с суммой и произведением порядок вычисления можно поменять, используя скобки, записав всё выражение так: {\displaystyle ((x+y)\cdot z)} или же так: {\displaystyle (x+y)\cdot z}.

## Практика ранжирования операций

#### В языке C++
Приоритет операций — очерёдность выполнения операций в выражении, при условии, что в выражении нет явного указания порядка следования выполнения операций (с помощью круглых скобок).
Если операции имеют одинаковый приоритет, то очерёдность выполнения таких операций определяется согласно свойству ассоциативности.
Ассоциативность — направление выполнения операций в случае, если операции имеют одинаковый приоритет:
| Приоритет | Операция | Ассоциативность | Описание                                               |
| --------- | -------- | --------------- | ------------------------------------------------------ |
| 1         | ::       | слева направо   | унарная операция разрешения области действия           |
| 1         | [ ]      | слева направо   | операция индексирования                                |
| 1         | ()       | слева направо   | круглые скобки                                         |
| 1         | .        | слева направо   | обращение к члену структуры или класса                 |
| 1         | ->       | слева направо   | обращение к члену структуры или класса через указатель |
| 2         | ++       | слева направо   | постфиксный инкремент                                  |
| 2         | – –      | слева направо   | постфиксный декремент                                  |
| 3         | ++       | справа налево   | префиксный инкремент                                   |
| 3         | – –      | справа налево   | префиксный декремент                                   |
| 4         | *        | слева направо   | умножение                                              |
| 4         | /        | слева направо   | деление                                                |
| 4         | %        | слева направо   | остаток от деления                                     |
| 5         | +        | слева направо   | сложение                                               |
| 5         | —        | слева направо   | вычитание                                              |
| 6         | >>       | слева направо   | сдвиг вправо                                           |
| 6         | <<       | слева направо   | сдвиг влево                                            |
| 7         | <        | слева направо   | меньше                                                 |
| 7         | <=       | слева направо   | меньше либо равно                                      |
| 7         | >        | слева направо   | больше                                                 |
| 7         | >=       | слева направо   | больше либо равно                                      |
| 8         | ==       | слева направо   | равно                                                  |
| 8         | !=       | слева направо   | не равно                                               |
| 9         | &&       | слева направо   | логическое И                                           |
| 10        | \|\|     | слева направо   | логическое ИЛИ                                         |
| 11        | ?:       | справа налево   | условная операция (тернарная операция)                 |
| 12        | =        | справа налево   | присваивание                                           |
| 12        | *=       | справа налево   | умножение с присваиванием                              |
| 12        | /=       | справа налево   | деление с присваиванием                                |
| 12        | %=       | справа налево   | остаток от деления с присваиванием                     |
| 12        | +=       | справа налево   | сложение с присваиванием                               |
| 12        | -=       | справа налево   | вычитание с присваиванием                              |
| 13        | ,        | слева направо   | запятая                                                |

В сомнительных случаях следует использовать скобки. В некоторых случаях приоритет операций может давать неявные эффекты. Рассмотрим пример:
```
int
 
n
 
=
 
5
;

cout
 
<<
 
n
 
+=
 
3
;

```

Несмотря на очевидность кода для человека, компилятор выдаст ошибку: в выражении в строке 2 первым выполнится оператор побитового сдвига (<<) так как его приоритет равен 6 и он выше чем приоритет оператора «сложение с присваиванием» (+=) 12. В итоге значение переменной n будет передано в поток cout, а операция += не выполнится.